# 安藤・間
株式会社安藤・間（あんどうはざま、呼称は安藤ハザマ）は、東京都港区東新橋（汐留）に本社をおく建設会社（準大手ゼネコン）である。

## 会社概要
2013年に間組が安藤建設を吸収合併して誕生した。間組がバブル崩壊後、経営状態が悪化したため、2003年に安藤建設が間組に対する資本業務提携を結び経営の再建に乗り出した。2012年に更なる収益力の強化を目指して合併を発表。「建築に強みを持つ安藤建設」「土木に定評のあるハザマ」、互いの事業の強みを活かした相乗効果を発揮する。合併はみずほ銀行主導で行われ、みずほ銀行系列のゼネコンとなる。
伊藤忠商事との関係も深く、同社関連の建設工事を受注することも多い。同社はみずほグループの一員で、また青山の伊藤忠東京本社ビルの横にかつて間組が本社を構えていたためである。そのため、安藤ハザマ（間組）が同社の本社ビルや日吉独身寮の建設を1社単独で手がけ、またアルジェリア政府が発注した高速道路の建設工事では、鹿島建設や安藤ハザマといったゼネコンだけではなく、伊藤忠商事も共にJV（共同企業体）に参加し、これを受注した。
凸版印刷関連施設の工事を請け負うことも多い。本社ビルやトッパン小石川ビルなど同社の主要施設の建設の多くを安藤建設が従来より長く1社またはJVで請け負ってきたためである。そのため同社のみでは建設できない規模のビルであるトッパンフォームズビルも鹿島建設とJVを結成することで建設した。
旧ハザマからの流れで西武建設と事業提携を結んでいる。またかつては、旧安藤からの流れで東亜建設工業と業務提携を結んでいたが、2022年に解消した。

### 売上・経営状況
合併後、売上高は4,000億円あたりを前後しており、中期経営計画では2021年3月期には4,800億円を目指すとしている。
利益率が2017年度と2018年度連続で9％を超えており、ゼネコンでは非常に高い水準を達成している。
経営事項審査では、2018年現在、建築・土木共にスーパーゼネコンに次ぐ評価を得ている。

### 受注状況
受注比率
工事の受注比率は、建築が55～60％、土木が40～45％を占めている。スーパーゼネコンの土木の受注比率はおおよそ20％前後であり、他社と比較しても土木の受注比率が非常に高いことが分かる。
土木事業
リニア中央新幹線の工事では品川駅（非開削工区）を1社単独で受注し「第一中京圏トンネル坂下西工区」や「神領非常口」などをJV（主催）で受注している。このようにリニア新幹線の工事で複数の工事を1社単独やJV主催で受注しているゼネコンは、現在、準大手規模では安藤ハザマのみであり、土木工事の技術力は非常に高く評価されていることが分かる。
建築事業
日本青年館ビルやJR浦和駅西口ビル（再開発事業）などの大きな建築物も1社単独で受注するようになっている。
受注形態
合併以前、バブル経済以後は安藤建設、間組の両社とも大規模な建設工事はスーパーゼネコン主催のJVに入ることで受注することが多かったが、合併後は上記のようにスーパーゼネコン主催のJVには参加せず、1社単独や同社自らがJVの主催企業として受注することが多くなっている。

### 技術力
土木
合併後も土木学会賞（技術賞）を複数受賞している。なお近年、準大手ゼネコンで土木学会賞を企業単独またはJVの主催企業として複数受賞している企業は同社のみで、土木技術は非常に高く評価されていることが分かる。
- 2013年度に、新武岡トンネルの建設について「軟質シラス地山にわが国最大級断面の地中分岐道路トンネルを施工」したとして、土木学会賞（技術賞）を受賞した[4]。
- 2014年度に、首都高速中央環状線 大橋連結路の建設について「先進的な地中拡幅工法による大断面シールドトンネル分岐・合流部の建設」をしたとして土木学会賞（技術賞）を受賞した。
- 2015年度に、ネパール国シンズリ道路建設事業について「計画から30年の時をかけて高低差1,300m、全長160kmの山岳道路を完成」させたとして、土木学会賞（技術賞）を受賞した[5][6]。
- 2017年度に、津軽ダムの建設について、「合理化施工によるダム再開発事業と地域・環境に配慮した社会資本整備」を行ったとして土木学会賞（技術賞）を受賞した[7]。

建築
- 2015年度に、はあと保育園の建設について、BCS賞を受賞した[8]。四季ごとの花や緑に包まれた環境、子ども目線を意識したスケール感を創出するという設計意図を実現した。

### 外部からの評価

#### 投資機関による評価
- 2018年4月27日、格付投資情報センターは、当社の発行体格付けをBBB＋からA－に引き上げた。格付けの方向性は安定的。「採算を重視した受注方針を継続して順守できており、基礎的な収益力が高まった」と判断されたため[9]。
- 2014年8月、当社はJPX日経インデックス400銘柄に追加されることになった[10]。
- 2018年3月20日、日本経済新聞社は、4月2日から日経500種平均の銘柄企業を一部入れ替えることを決定し、入れ替え銘柄の中に当社が選出された[11]。

#### 経済紙による評価
- 東洋経済オンラインにて「過去5年で給与も従業員も増やした会社500社」[12]のうち5位（建設会社では2位）と評価された。
- 週刊ダイヤモンドにて「勢いのある建設会社ランキングベスト50」で「最も勢いのあるゼネコン」[13]と評された。

## 沿革
- 2012年5月24日 - 安藤建設と間組の合併契約締結を発表[14]。
- 2013年4月1日 - 新会社発足。
- 2022年5月9日 - 本社を東京汐留ビルディングに移転。旧本社が入居していた国際新赤坂ビルが赤坂地区再開発で建て替えが決まったため[15]。

## 歴代社長
- 野村俊明：2013年 - 2018年
- 福富正人：2018年 -

## 主な施工物件
合併後のみ記載
- 名古屋城本丸御殿(再建工事)
- 明治神宮野球場(改修工事)[16]
- 日本青年館ビル
- リニア中央新幹線品川駅(非開削工区)
- リニア中央新幹線 第一中京圏トンネル坂下西工区（JV主催）、神領非常口（JV主催）
- 東京貨物ターミナル駅高度利用プロジェクト(駅事務所建替え)
- 東急電鉄 新綱島駅
- 東武鉄道 太田駅付近連続立体工事
- JR浦和駅西口ビル
- 津軽ダム
- 九州新幹線 平間トンネル
- 首都高速道路 首都高速中央環状線 大橋連結路
- 首都高速神奈川7号横浜北西線（JV主催）
- 新東名高速道路 岡崎サービスエリア
- ネパール シンズリ道路[6]
- ららぽーと富士見
- イオンモール川口
- 中山競馬場スタンド工事
- やまぎん県民ホール(開発事業)
- 山形市総合スポーツセンター新野球場「きらやかスタジアム」
- 伊藤忠商事日吉独身寮
- 東京大学（本郷）工学部3号館
- エクシブ鳥羽別邸（三重県鳥羽市)

## 不祥事

### 除染事業の費用の水増し請求
福島第一原子力発電所事故の福島県内での除染事業の費用について、同社の下請各社に対し、書類を改竄して自治体に水増しをした状態で請求させていたことが、2017年6月に明らかになった。同月9日に記者会見を開き、「改竄領収書の作成以前に最終契約金額は決まっていた」とし、不正取得の可能性は低いとした。9月28日、発注元の福島県田村市に改竄した作業員の宿泊領収書を提出し、約7600万円をだまし取ったとして、東京地方検察庁特別捜査部から東北支店土木部の元現地作業所副所長と元工務担当課長が詐欺罪で在宅起訴された。10月4日、この件で環境省から3カ月間の指名停止処分を受けた。
2018年8月23日、東京地方裁判所は2人に対しそれぞれ懲役2年6カ月・執行猶予4年の判決を言い渡した。

### 建設現場での大規模火災による死亡事故
2018年7月26日、東京都多摩市の民間施設の建設現場で火災事故が発生し、5名が死亡した。報道によると可燃性の強いウレタンの側で鉄骨の切断作業を行っていたという。同社はその危険性を認識し、また昨年同様の火災事故を起こしたことを教訓に、消火要員及び火気監視員を配置し作業を行っていたが火災を防ぐことが出来なかった。

### 所得隠しの発覚
同社東北支店の幹部をはじめとする社員約20人が、福島第一原発事故の除染事業や土木関連工事で、福島県いわき市の下請業者などに架空もしくは水増しの発注を繰り返し、業者に代金を振り込んだ後で現金で戻させるなどすることにより裏金を捻出していたことが、2019年11月に明らかになった。これらの裏金は取引先の接待や私的な飲食代などに充当されており、東京国税局は同社に対し、2018年3月期までの5年間で約2億5,00万円の所得隠しを指摘した模様である。